# Троицкий, Михаил Трофимович
Михаил Трофимович Троицкий — советский хозяйственный и политический деятель.

## Биография
Родился в 1922 году. Член КПСС.
Окончил Казанский авиационный институт.
С 1941 года — на хозяйственной, общественной и политической работе.
В 1941—1953 гг. — слесарь, мастер цеха Воронежского, затем Казанского авиационного заводов.
В 1957—1960 гг. — руководящий работник на Казанском авиационном заводе.
В 1960—1962 гг. — первый секретарь Ленинского райкома КПСС города Казани.
В 1962—1976 гг. — секретарь Татарского обкома КПСС.
В 1976—1979 гг. — первый заместитель председателя Комитета народного контроля РСФСР.
В 1978-1986 гг. - заместитель министра химического и нефтехимического машиностроения СССР.
Депутат Верховного Совета РСФСР 7-го, 8-го и 9-го созывов. Делегат XXII, XXIV и XXV съездов КПСС.
Умер в 1998 году.